# SS Thistlegorm
«Тістлегорм» (англ. SS Thistlegorm) — британський озброєний суховантаж, побудований в 1940 році компанією Джозеф Томпсон та Сини в Сандерленді, Англія. 6 жовтня 1941 року потоплений німецькою авіацією в Червоному морі, неподалік Шарм-еш-Шейху. На даний час є одним з найвідоміших місць для дайвінгу. «Тістлегорм» в перекладі з гельської означає «Блакитний будяк».

## Будівництво
«Тістлегорм» був побудований на верфі «Томпсон та Сини» в Сандерленді для компанії «Албін Лайн ЛТД» в період з квітня 1940 р. по січень 1941 р. Судно було оснащене паровим двигуном множинного розширення потужністю 1850 к.с. (1380 кВт). Не зважаючи на те, що «Тістлегорм» був власністю приватної компанії, його будівництво частково фінансувалось Британським урядом і корабель було кваліфіковано як озброєне вантажне судно. Після завершення будівництва на «Тістлегорм» встановили 120 мм зенітну гармату та великокаліберний кулемет.
«Тістлегорм» базувався в Сандерленді. На момент початку Другої світової війни було побудовано 4 однотипних йому судна.
Після спуску на воду в січні 1941 року судно виконало три успішних рейси. Перший — в США, де на облавок було прийнято сталеві рейки та частини літаків, другий — в Аргентину по зерно, третій — у Вест-Індію по ром. Перед своїм останнім рейсом «Тістлегорм» пройшов ремонт в Глазго.

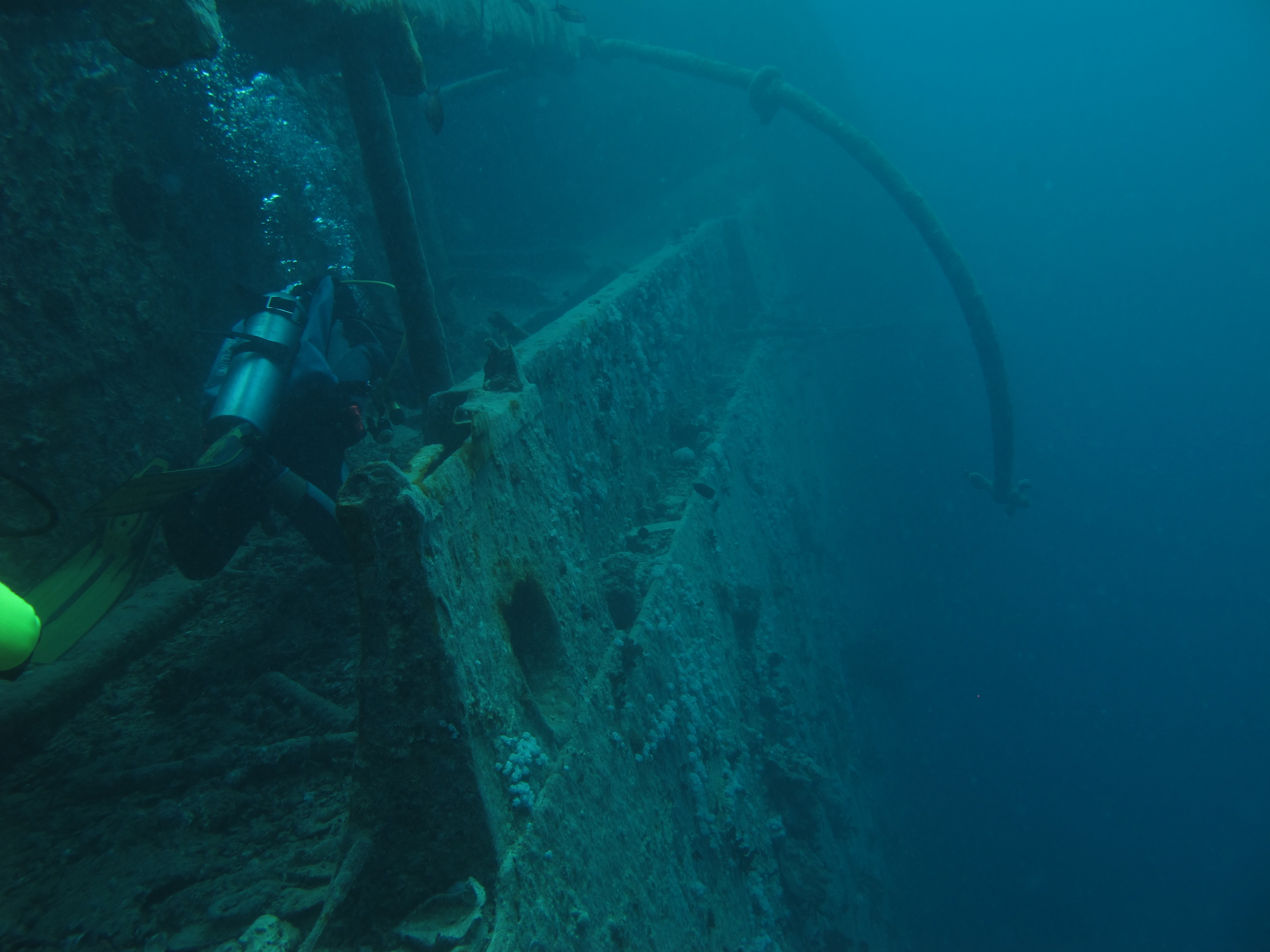
Лівий борт

Зенітна гармата

## Останній рейс
«Тістлегорм» взяв участь в секретній операції «Хрестовий похід». План операції передбачав прохід навколо Африки 16 суден, які повинні були доставити військам в Північну Африку військове спорядження. Шлях навколо континенту був значно довшим, проте, значно безпечнішим за прямий курс через Середземне море і давав змогу британським транспортам без зайвого ризику досягти Александрії. Завданням, яке ставилося перед суховантажем, було доставляння боєприпасів, спорядження, техніки та запасних частин до неї для Восьмої Британської армії під керівництвом генерала Монтгомері, що налічувала 200 тисяч військових, дислокувалась в Єгипті та Східній Лівії й на той час вела наступ проти військ генерала Роммеля. В травні 1941 року «Тістлегорм» з екіпажем з 39 осіб вийшов з порту Глазго. На судно навантажили боєприпаси, бомби різного призначення, протитанкові міни, гвинтівки Лі-Енфілд МК ІІІ, сотні мотоциклів BSA W-M120, Matchless G3L та Norton 16H, автомобілі Bedford, Morris та Ford, причепи, пересувні електрогенератори, запасні частини до літаків та автомобілів, медикаменти й гумове взуття. Крім цього на палубу завантажили чотири легких танки MK II та два паротяги Stanier Class 8F в комплекті з вугільними та водяними тендерами.

Коли «Тістлегорм» закінчував свій шлях Червоним морем, капітан судна Вільям Елліс (William Ellis) отримав наказ кинути якір в протоці Губаль, поруч з рифом Шааб-Алі й у складі конвою чекати можливості пройти Суецький канал, що був на той час перекритий судном, що підірвалось на німецькій міні. Вночі з 5 на 6 жовтня 1941 року два німецькі бомбардувальники Heinkel He 111 2-ї ескадрильї бази Kamp Geswader, що розміщувалась на Криті, літали над Синайським узбережжям з метою відшукати й знищити британські кораблі. При повному місяці в районі протоки Губаль німецькі пілоти легко відшукали ціль, оскільки весь караван стояв досить скупчено. Для атаки бомбардувальники вибрали корабель, який, судячи з його вигляду, віз найбільшу кількість вантажів. До того моменту, коли в зоні трюму № 4 впали дві фатальні для судна бомби, зенітники «Тістлегорма» навіть не встигли зарядити гармату. В результаті атаки здетонували боєприпаси, якими був заповнений четвертий трюм. Корма була відірвана, палуба завалена уламками й о 1:30 корабель затонув з креном 45° на глибині близько 30 метрів.

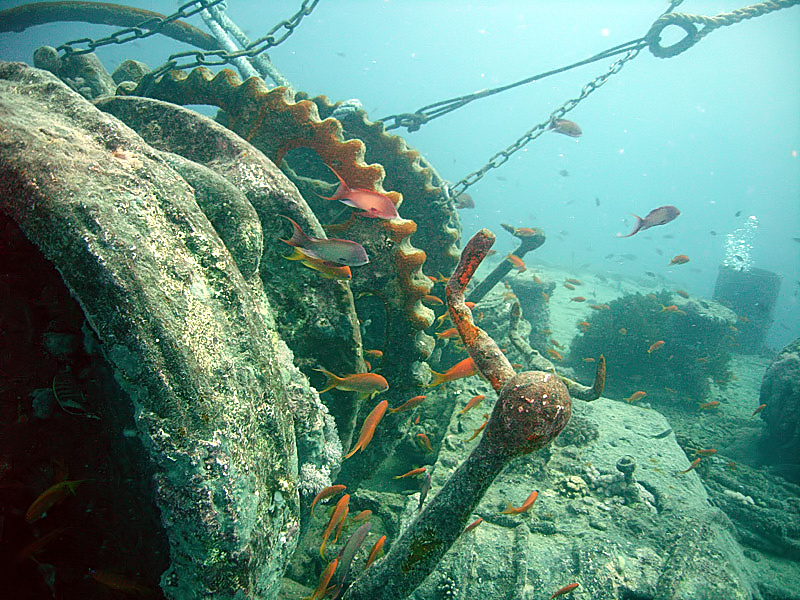
Механізм управління якорем
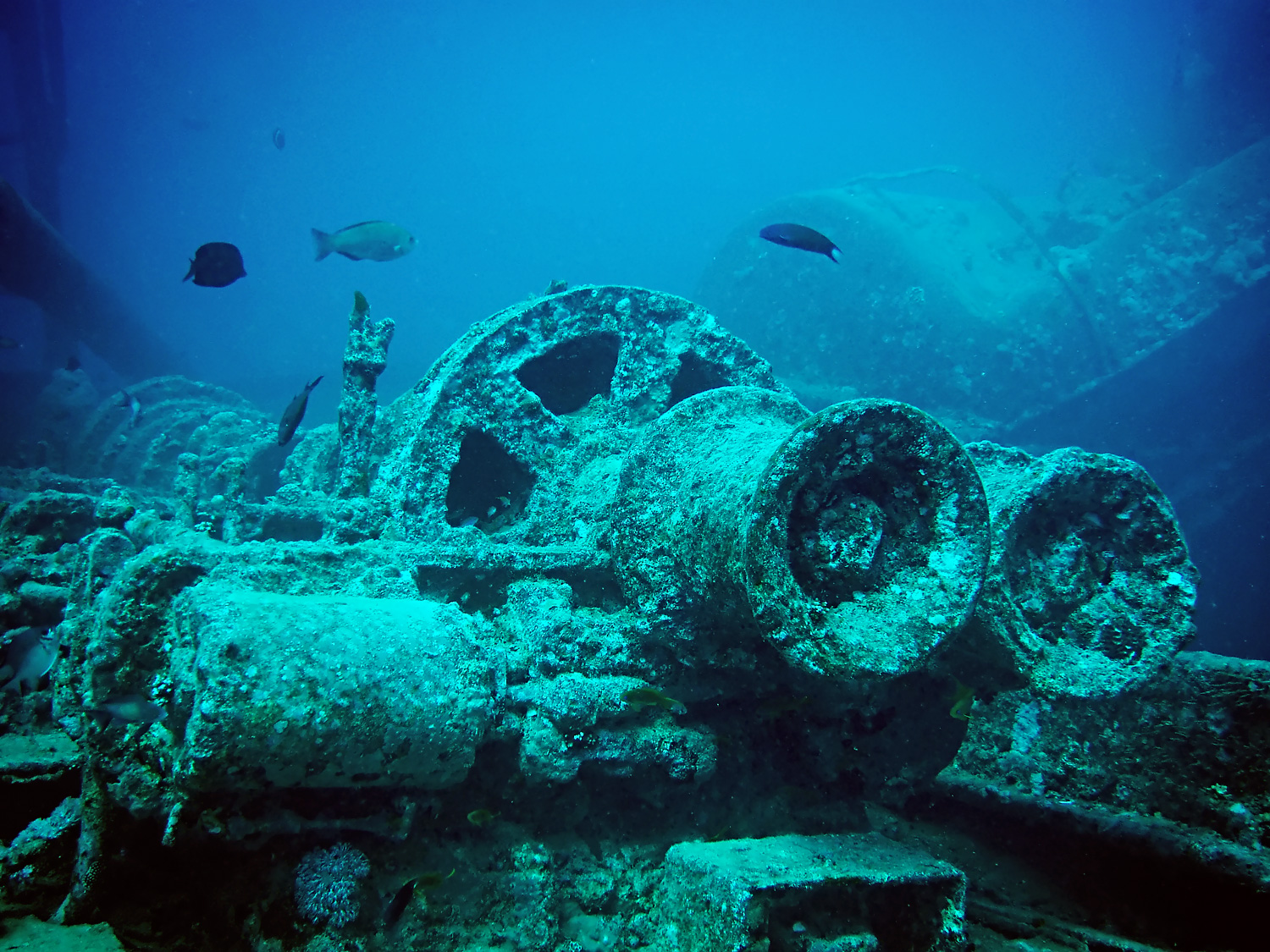
Уламки паротяга
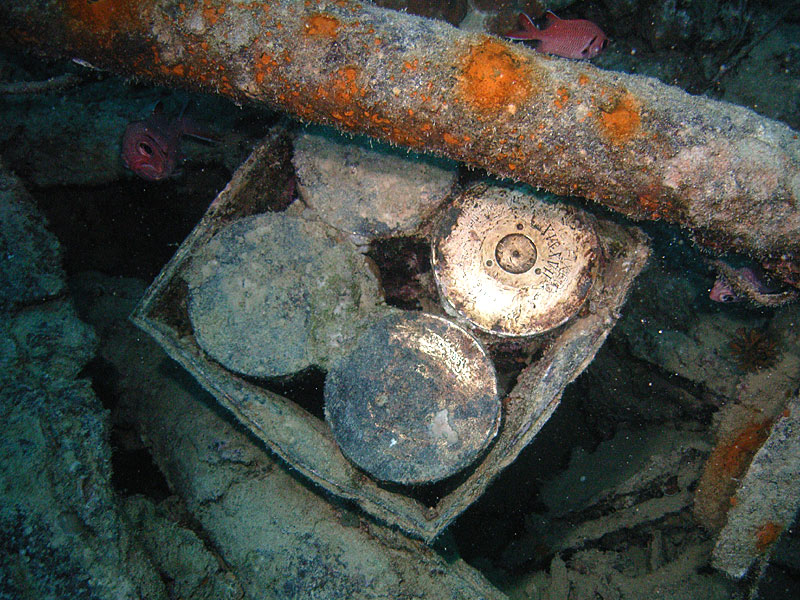
Снаряди 4-го трюму
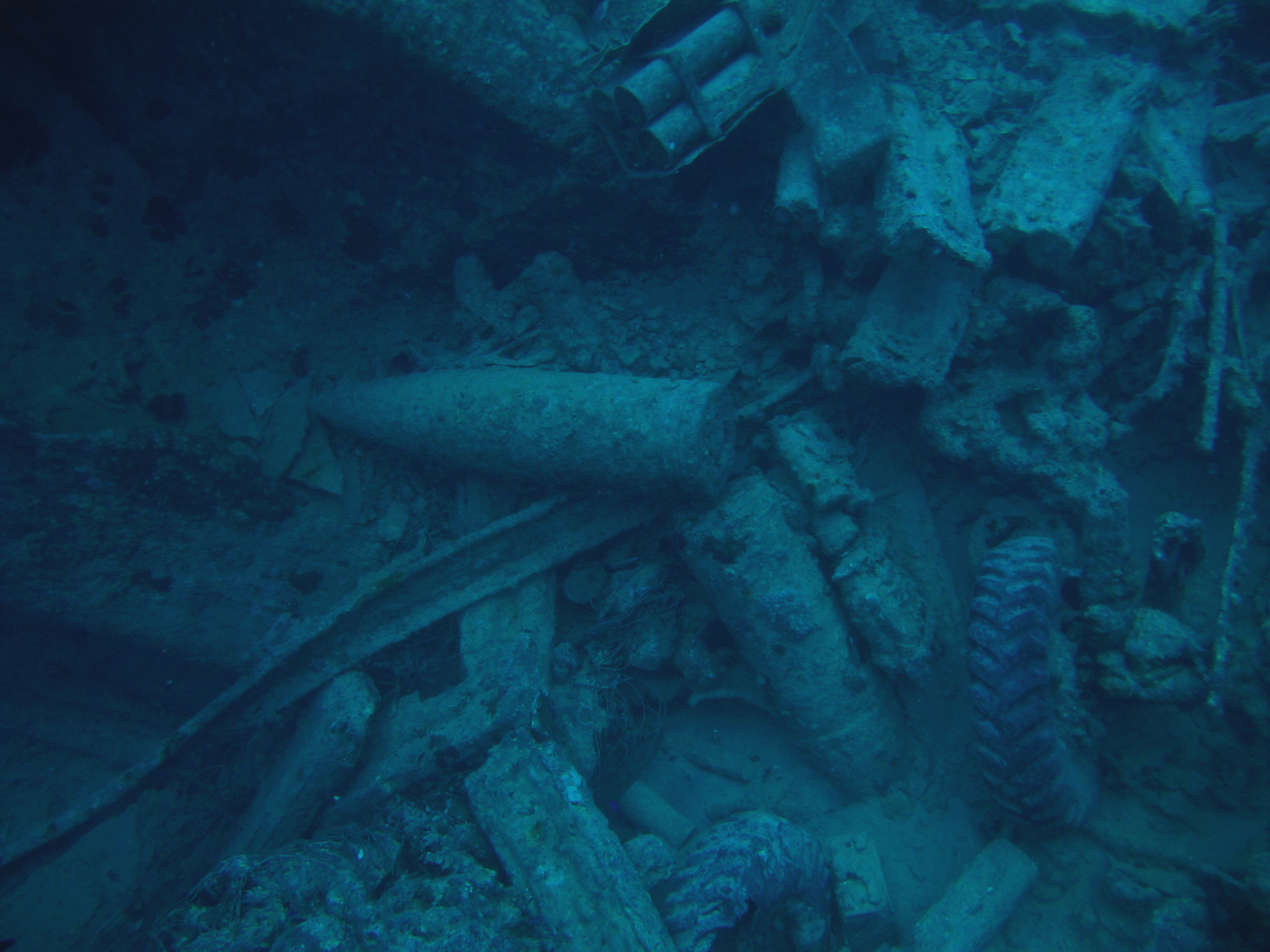
Снаряди 4-го трюму
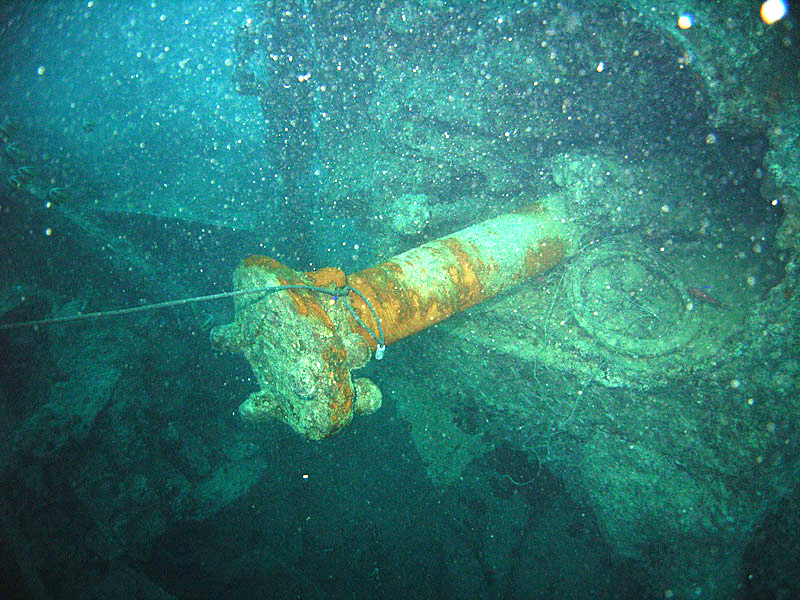
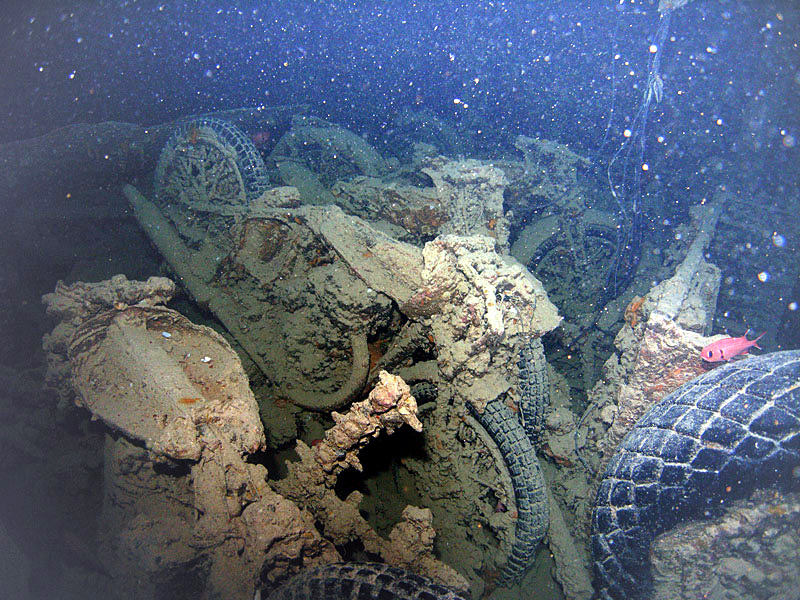
Мотоцикли BSA W-M120
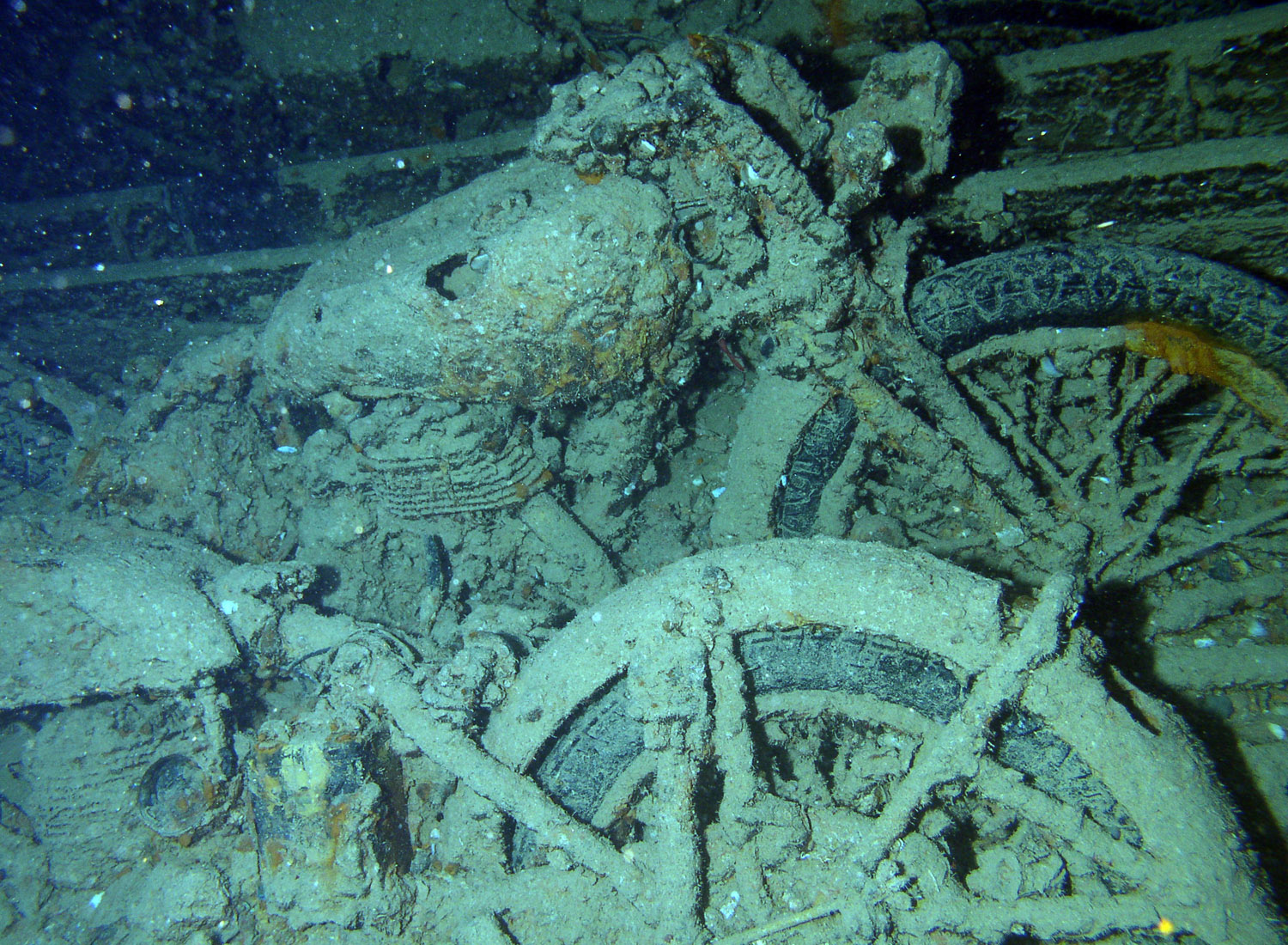
Мотоцикли BSA W-M120
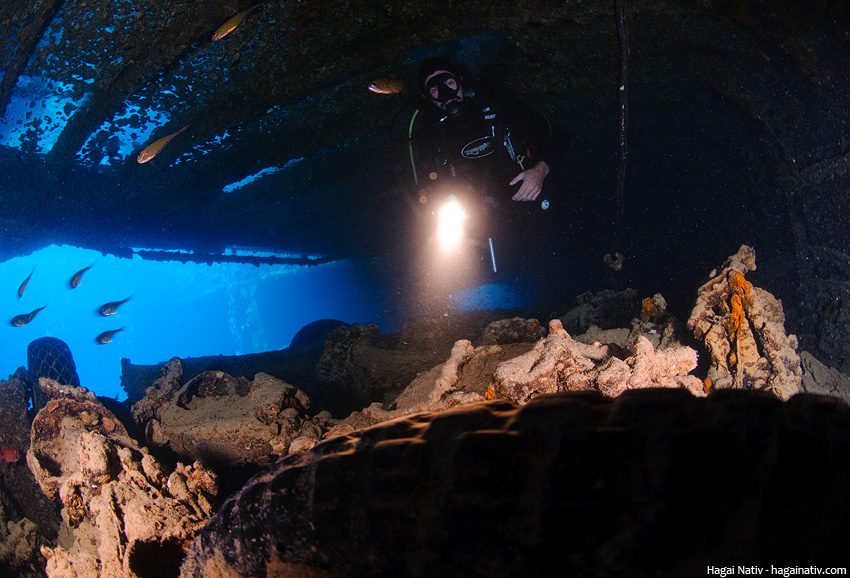
Дайвер в трюмі Тістлегорма
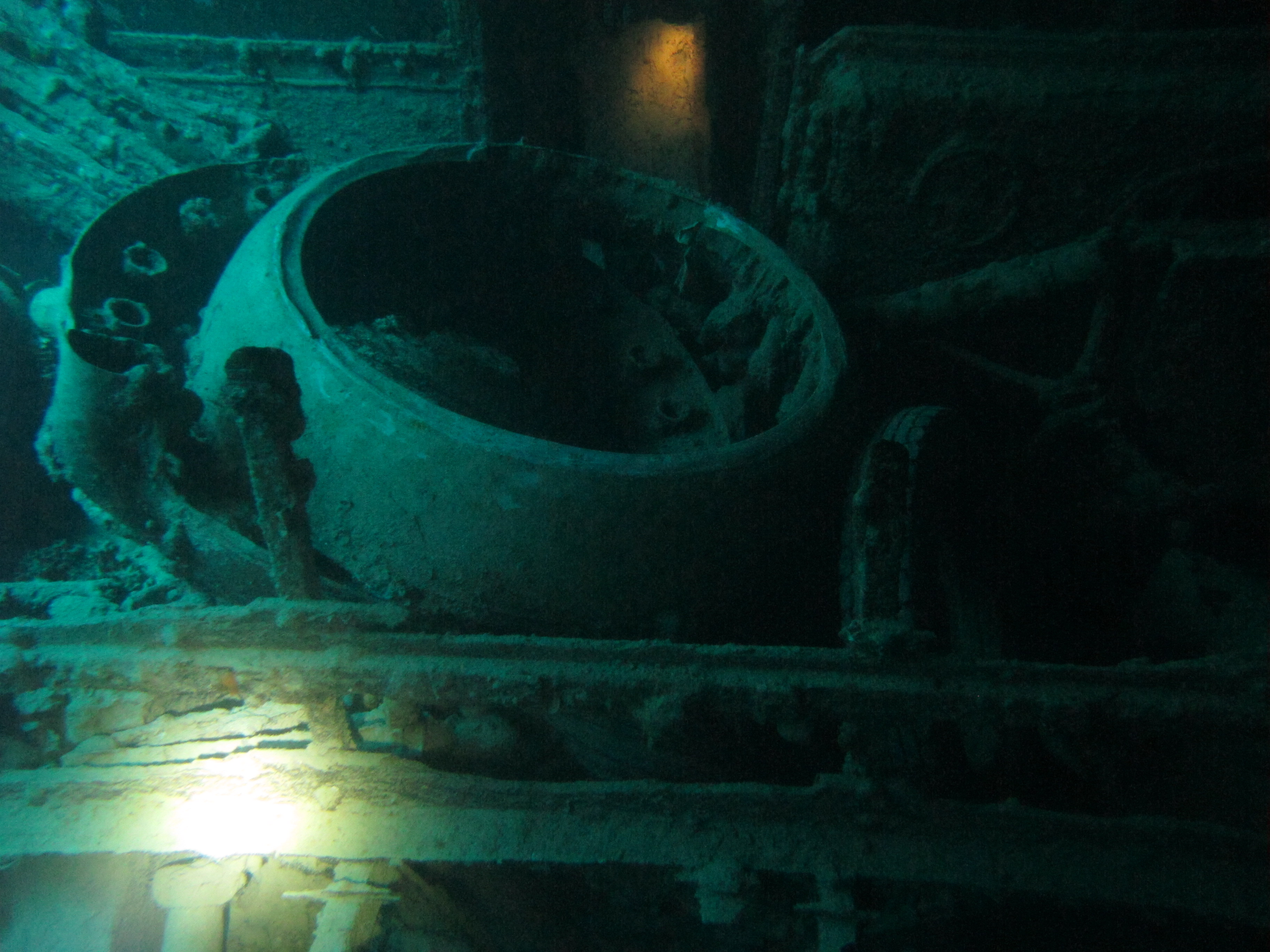
Запчастини для двигунів літаків

### Відкриття Кусто
Вперше «Тістлегорм» був виявлений в березні 1955 року командою Жака-Іва Кусто (GPS координати 27°48′51″N 33°55′12″E) під час експедиції в Індійський океан на дослідницькому судні Каліпсо. Йдучи за підказками місцевих рибалок, Кусто знайшов затонулий корабель і підняв з нього кілька предметів, в тому числі мотоцикл, капітанський сейф та корабельну ринду. Вказані дослідження детально описані в знаменитій книзі Жака-Іва Кусто «У світі тиші» (фр. Le Monde du silence), а сцени з затонулого судна увійшли в однойменний документальний фільм.

## Повторне відкриття і створення дайв сайту
Після візиту Кусто про «Тістлегорм» всі забули. Оскільки координати командою Кусто навмисно, чи випадково, були записані з не точно, знайти рештки повторно довго нікому не вдавалось. І лише на початку 90-х років ХХ століття, коли Шарм-еш-Шейх став розвиватися як курорт, цей затонулий корабель став місцем паломництва драйверів усього світу. Рекреаційний дайвінг на «Тістлегорм» відновися після відвідин його дайвботом Poolster. Потужний вибух, що затопив «Тістлегорм», зруйнував більшу частину надбудови, розтрощив трюми й зробив рек доступним для драйверів. Глибина близько 30 м на рівні дна ідеально підходить для дайвінгу і не вимагає спеціального обладнання та навичок.

Крім цікавих артефактів часів Другої Світової війни, на цьому дайв-сайті можна побачити наступних представників фауни Червоного моря — тунців, каранксів, барракуд, мурен, риб-метеликів, платаксів, аравійських, королівських та імператорських риб-ангелів, зграйки напівпрозорих ґласфіш, риб-крокодилів, крилаток, скорпен, рибу-камінь. Також можна зустріти й морських черепах.

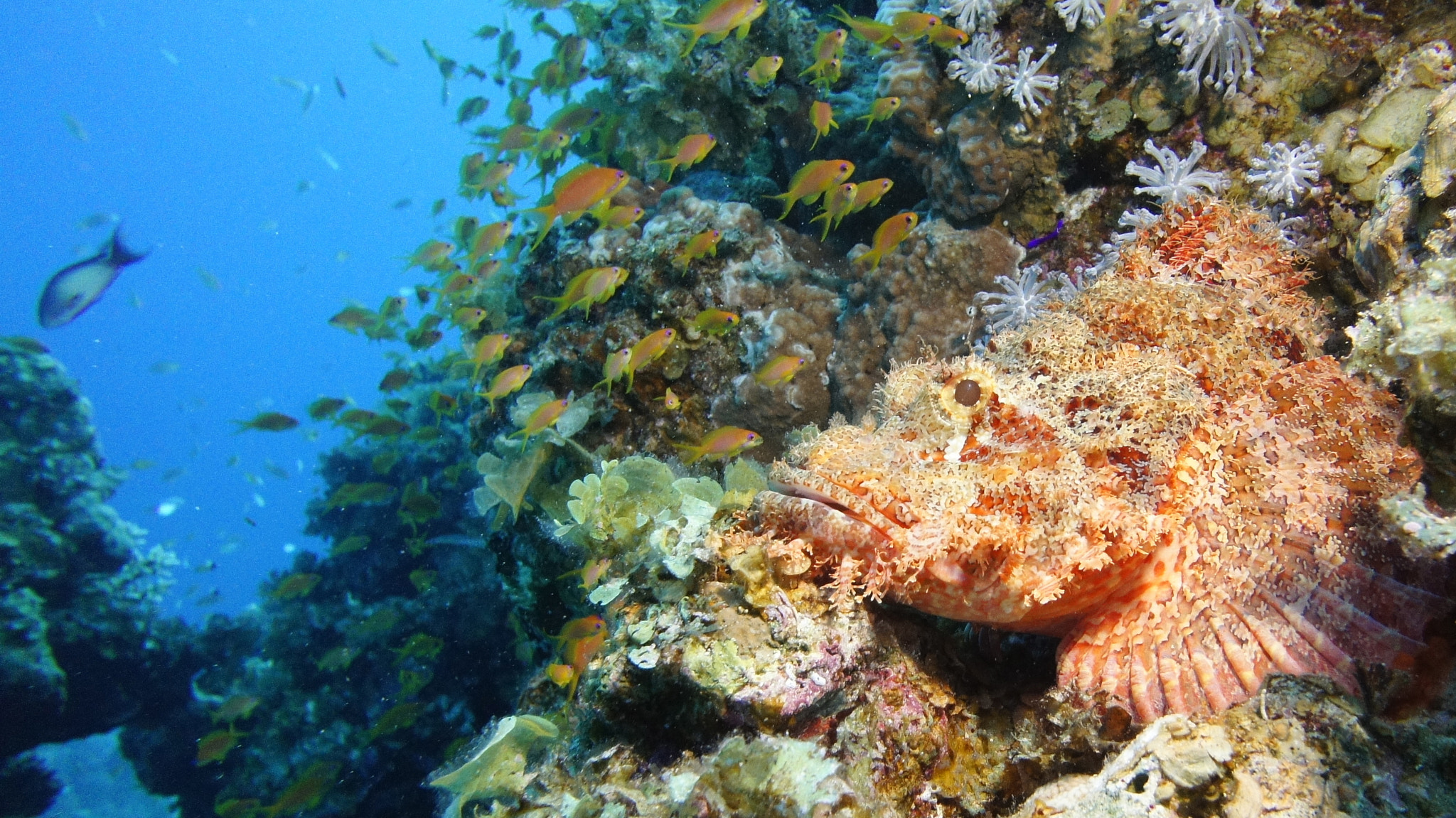
Скорпена
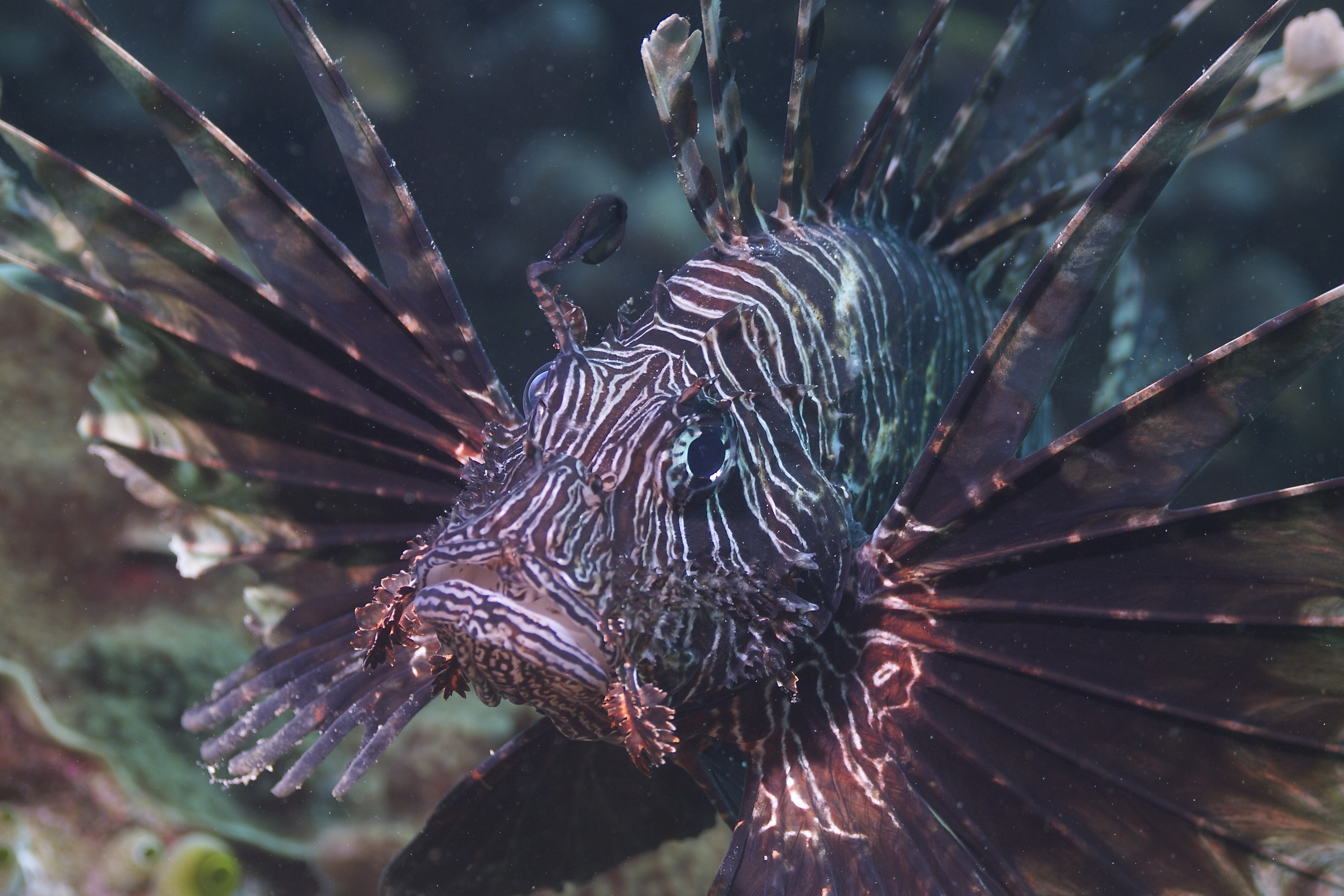
Крилатка
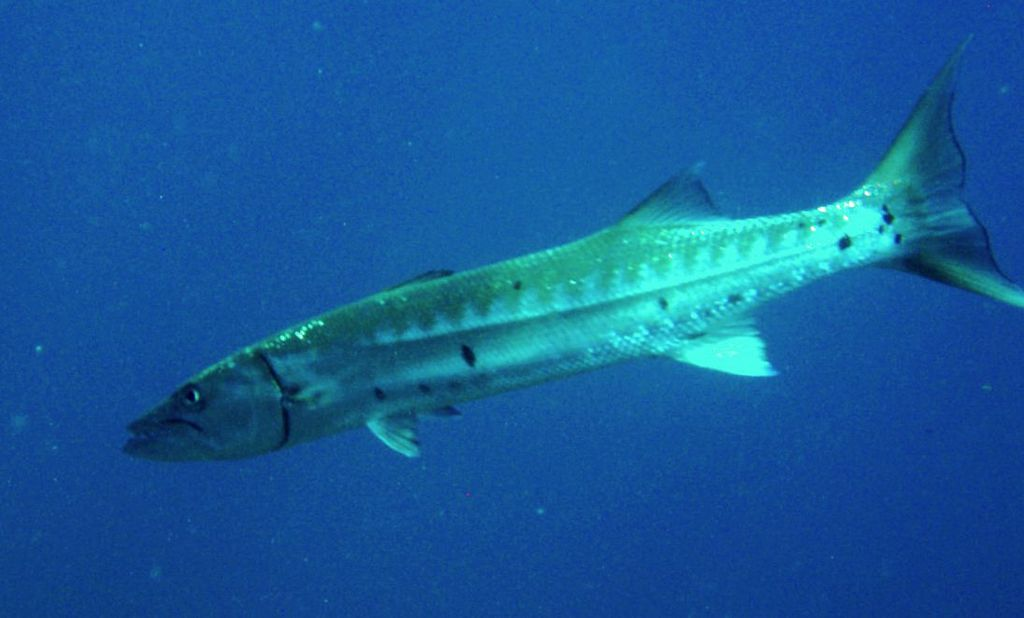
Барракуда
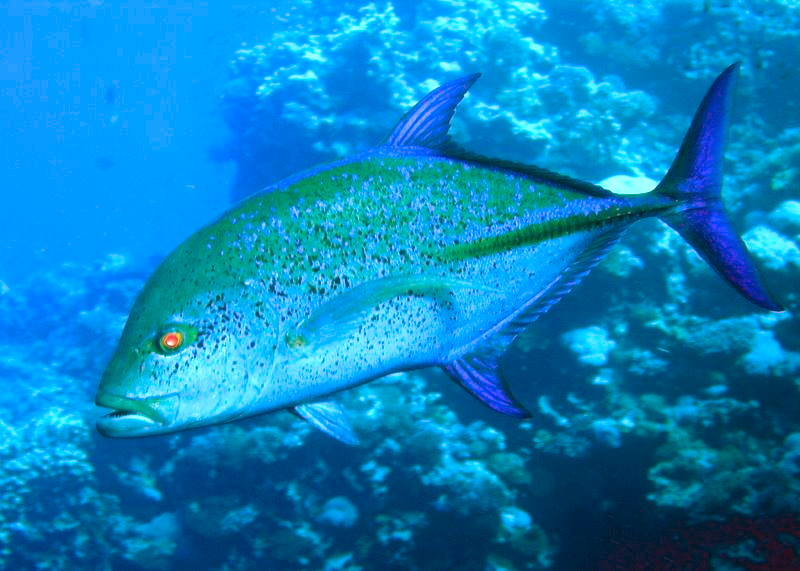
Каранкс
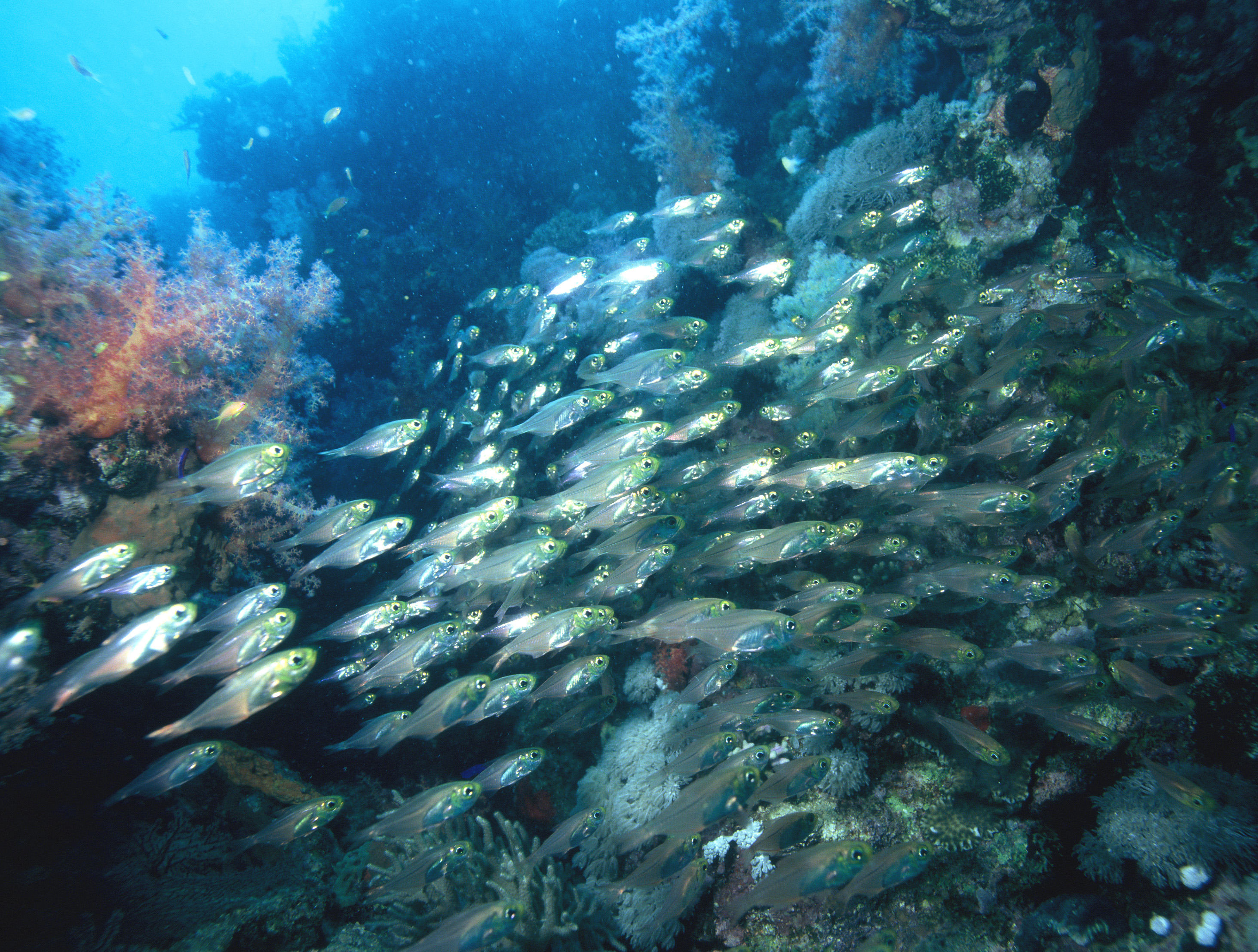
ґлассфіш
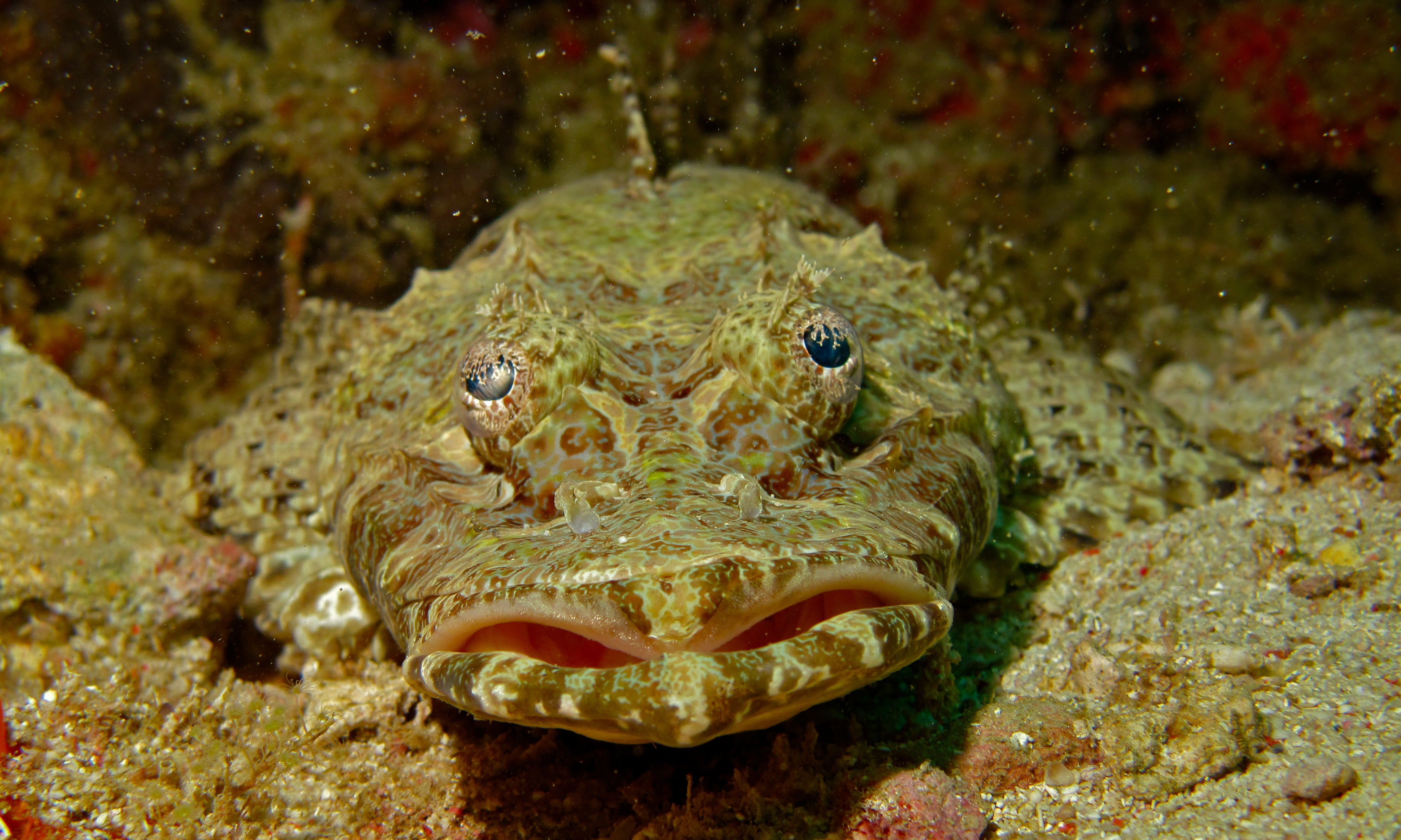
Риба-крокодил
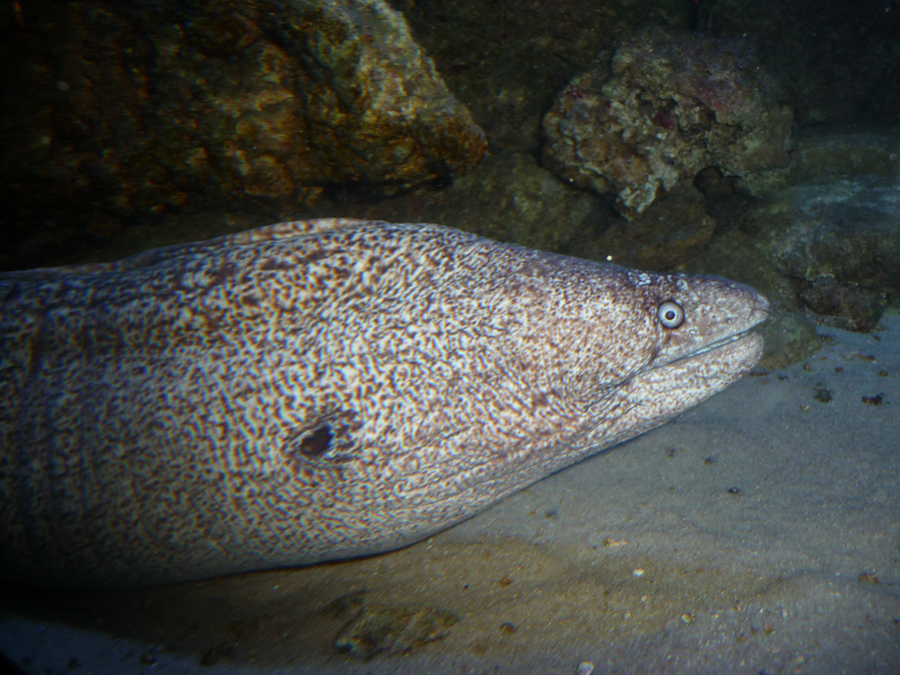
Мурена
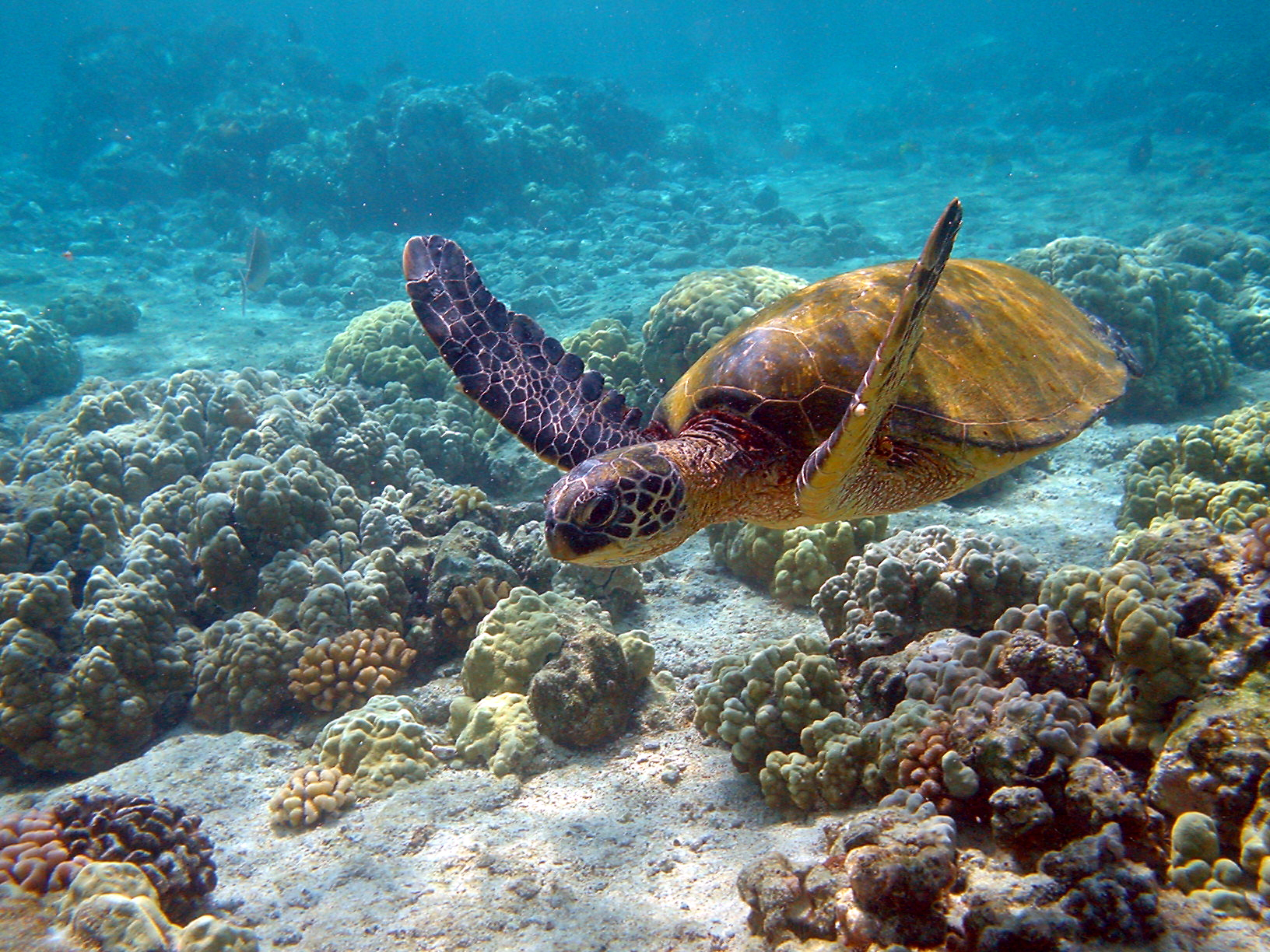
морська черепаха